# Bleu acier
Le bleu acier est un nom de couleur de fantaisie qui désigne des nuances de bleu grisé plus ou moins foncé. L'acier acquiert par un traitement thermique appelé bleuissage une couleur bleue, due à une fine couche de magnétite (Fe3O4) qui lui confère une résistance à la corrosion. D'autres procédés chimiques permettent d'obtenir d'autres nuances de bleu.
L'expression est attestée en 1822 en ornithologie.
Le Nouveau manuel complet du fabricant de papier de fantaisie, de 1855, donne le bleu acier pour un synonyme de bleu de Prusse, indiquant qu'« on ne peut pas préciser la quantité de couleur bleu d'acier qu'on doit prendre pour une rame de papier, parce que cette couleur n'est pas toujours identiquement la même ». Le bleu de Prusse étant fabriqué à partir de fer, comme l'acier, le procédé de fabrication peut avoir influencé la dénomination.
Le Répertoire de couleurs de la Société des chysanthémistes le donne, en 1905, pour synonyme de Bleu de roi, avec quatre tons dans la même teinte.
La nuance RAL  5011  se dénomme bleu acier (« Stahlblau »). Parmi les noms de couleur X11, « lightSteelBlue » (bleu acier clair) appelle  #B0C4DE  et « steelBlue » (bleu acier),  #4682B4 .
Dans les nuanciers commerciaux, on trouve bleu acier, bleu acier ; ou bien  CR4102-4  bleu acier, bleu acier 710,  711 ,  712 ,  713 ,  714 ,  715 .